# CSI: A helyszínelők (4. évad)
Az itt található lista az A helyszínelők című televíziós sorozat negyedik évadjának epizódjait tartalmazza. Az évad eredeti sugárzása a CBS-en 2003. szeptember 25. és 2004. május 20. között volt.
Magyarországon a negyedik évadot az RTL Klub 2010. március 19-én tűzte műsorára.
| #    | Magyar cím | Eredeti cím                  | Rendező           | Író                                                                                       | Eredeti premier      | No. # |
| ---- | --- | ---------------------------- | ----------------- | ----------------------------------------------------------------------------------------- | -------------------- | ----- |
| 4x1  | „Semmi feltételezés” | „Assume Nothing”             | Richard J. Lewis  | Danny Cannon és Anthony E. Zuiker                                                         | 2003. szeptember 25. | 70    |
| 4x1  | Egy gyönyörű férjes asszony holttestére bukkannak egy szállodai szobában, két emelettel lejjebb a saját szobájánál. A nő torkát elvágták, de ezen kívül dulakodásnak semmi nyomát nem találták. Hamarosan újabb női áldozat kerül elő, akit ugyanazzal a módszerrel öltek meg. Grissom sorozatgyilkosra gyanakszik, aki már nemcsak a nőkre vadászik. |                              |                   |                                                                                           |                      |       |
|      | |                              |                   |                                                                                           |                      |       |
| 4x2  | „A haza szolgálatában” | „All for Our Country”        | Richard J. Lewis  | Richard Catalani & Andrew Lipsitz & Carol Mendelsohn                                      | 2003. október 2.     | 71    |
| 4x2  | Holtan találják azt a házaspárt, amely sorozatos gyilkosságokat követett el. A körzetben dolgozó rendőrök szívességként fogják fel az ügyet, Grissom azonban jogtalan igazságszolgáltatást sejt a háttérben. Nyomozásával magára haragít néhány gyanúba keveredett rendőrt, és meg is fenyegetik. Közben Catherine egy kád vízben talált hulla ügyében nyomoz reménytelen eséllyel. |                              |                   |                                                                                           |                      |       |
|      | |                              |                   |                                                                                           |                      |       |
| 4x3  | „Otthon, édes otthon” | „Homebodies”                 | Kenneth Fink      | Sarah Goldfinger & Naren Shankar                                                          | 2003. október 9.     | 72    |
| 4x3  | Grissom és Warrick egy idős nő esetén dolgoznak, akire mumifikálódva találtak rá a mosdóban. Közben Sarah és Nick egy betöréses ügyben kezdenek nyomozni, hogy megtaláljanak egy megerőszakolt tinédzsert. Mint kiderül, a két eset korántsem áll olyan messze egymástól, mint ahogy az elsőre tűnik. |                              |                   |                                                                                           |                      |       |
|      | |                              |                   |                                                                                           |                      |       |
| 4x4  | „A hőhullám hátán” | „Feeling the Heat”           | Kenneth Fink      | Eli Talbert & Anthony E. Zuiker                                                           | 2003. október 23.    | 73    |
| 4x4  | Gilt és Catherine-t egy autóba zárt csecsemőhöz hívják ki. A Vegasban tomboló hatalmas hőségben a gyermeknek esélye sem volt a túlélésre, az autó belsejében ugyanis több mint hatvan fokot mérnek. A felelőtlen szülőkről hamarosan kiderül, hogy egy gyermeküket már elvesztették. Közben Warrick egy férfi ügyében nyomoz, aki hirtelen hőgutában halt meg a saját házában. |                              |                   |                                                                                           |                      |       |
|      | |                              |                   |                                                                                           |                      |       |
| 4x5  | „Szőrme és gyűlölet” | „Fur and Loathing”           | Richard J. Lewis  | Jerry Stahl                                                                               | 2003. október 30.    | 74    |
| 4x5  | Megfagyott holttestet találnak egy Las Vegas-i lakásban. A férfi halálának körülményei több mint meglepőek, tekintettel arra, hogy a városban mindig forróság van. A helyszínelők másik ügye még ennél is abszurdabb, állatjelmezbe öltözött férfi halálának körülményeit kell kideríteniük egy csapat mosómedvének, nyúlnak és macskának álcázott ember társaságában. |                              |                   |                                                                                           |                      |       |
|      | |                              |                   |                                                                                           |                      |       |
| 4x6  | „Jackpot” | „Jackpot”                    | Danny Cannon      | Carol Mendelsohn & Naren Shankar                                                          | 2003. november 6.    | 75    |
| 4x6  | A labor egyik dolgozója levágott fejet kap ajándékba. Mivel a levágott testrészt formalinban tartósították, lehetetlen az áldozat azonosítása. Egy másik áldozatot élve, nyakig beásva temettek el az erdőben. A jelek szerint a férfit a vadállatok martalékának szánták, ugyanis állattól származó harapásnyomokat találtak a testén. |                              |                   |                                                                                           |                      |       |
|      | |                              |                   |                                                                                           |                      |       |
| 4x7  | „Láthatatlan bizonyíték” | „Invisible Evidence”         | Danny Cannon      | Josh Berman                                                                               | 2003. november 13.   | 76    |
| 4x7  | Michael Fife-ot azzal vádolják, hogy megerőszakolt, majd megölt egy nőt. A szabálytalan helyszínelési eljárás miatt azonban a bíróság ejti a vádat, amennyiben Grisom csapata nem tud új bizonyítékot előásni. Mindössze egy napot kapnak az ügyre. Az újabb nyomozás azonban egész más fordulatot vesz, s végképp megkérdőjelezi Fife bűnösségét. - Vendégszereplő: Xander Berkeley |                              |                   |                                                                                           |                      |       |
|      | |                              |                   |                                                                                           |                      |       |
| 4x8  | „A show után” | „After the Show”             | Kenneth Fink      | Elizabeth Devine & Andrew Lipsitz                                                         | 2003. november 20.   | 77    |
| 4x8  | Howard Delhomme, a híres divatfotós hat napja tart fogva egy gyönyörű lányt. A férfit ugyan elfogják, de de csak tiltott fegyvertartás miatt tudják ideiglenesen rács mögé dugni, Julie Waters holttestte ugyanis még nem került elő. Ráadásul Delhomme nem hajlandó együttműködni, csak Catherine-nel áll szóba. Grissom úgy véli, ebből hasznot húzhatnak, kolléganőjének azonban egyre kellemetlenebb a gyanúsított udvarlása. - Vendégszereplő: Xander Berkeley |                              |                   |                                                                                           |                      |       |
|      | |                              |                   |                                                                                           |                      |       |
| 4x9  | „Grissom és a tűzhányó” | „Grissom Versus the Volcano” | Richard J. Lewis  | Josh Berman és Carol Mendelsohn & Anthony E. Zuiker                                       | 2003. december 11.   | 78    |
| 4x9  | Adam Watson szövetségi biztonsági kísérőt felrobbantják egy bérelt autóban. A gyanúsítottról kiderül, hogy kettős életet él, egyszerre két családja van, akik semmit sem tudnak egymásról. Ugyanakkor holtan találják egy énekes feleségét. A nő fürdés közben hunyt el, és úgy tűnik, az egyik koncertje közben mérgezték meg. - Vendégszereplő: Xander Berkeley |                              |                   |                                                                                           |                      |       |
|      | |                              |                   |                                                                                           |                      |       |
| 4x10 | „Dühöngő ifjúság” | „Coming of Rage”             | Nelson McCormick  | Richard Catalani és Sarah Goldfinger                                                      | 2003. december 18.   | 79    |
| 4x10 | Az építési területen megölt fiúval úgy tűnik, hogy többszörös tompa ütések végeztek, a gyilkos fegyver pedig egy kalapács. A helyszínelők egy hasított szövetet találnak a kezében, ami elvezeti őket ahhoz a lányhoz, aki azonosítani tudja az áldozatot. |                              |                   |                                                                                           |                      |       |
|      | |                              |                   |                                                                                           |                      |       |
| 4x11 | „11 dühös esküdt” | „Eleven Angry Jurors”        | Matt Earl Beesley | Josh Berman & Andrew Lipsitz                                                              | 2004. január 8.      | 80    |
| 4x11 | Holtan találnak rá Chris Gibbonsra, a végzős egyetemistára a bíróság épületében. Gibbons esküdt volt egy gyilkossági perben és makacsságának köszönhetően már több, mint 12 napja volt összezárva a többi esküdttel. Mint kiderül, Gibbons magára haragította a többieket, akik nem tudták meggyőzni a vádlott bűnösségéről. Közben Grissom egyik régebbi ügyét kénytelenek elővenni, amikor egy nő 4 év után azzal állít be, hogy a nővérét megölték. A helyszínelők annak idején eltűntnek nyilvánították, de a nő eskü alatt is hajlandó bevallani, hogy annak idején több fontos tényt is elhallgatott az ügyben.             |                              |                   |                                                                                           |                      |       |
|      | |                              |                   |                                                                                           |                      |       |
| 4x12 | „Pillangó a szélben” | „Butterflied”                | Richard J. Lewis  | David Rambo                                                                               | 2004. január 15.     | 81    |
| 4x12 | Elvágott torokkal találnak rá Debbie Marlinre, a szép ápolónőre a lakása fürdőszobájában. A szomszéd állítása szerint a lány háza előtt szinte sorban álltak a jól fizetett orvosok és nyilván összekaptak a csinos lányon. Az elkövetés módja azonban több mint különös. A lakásban sokkal több vért találnak, mint amennyit az áldozat elveszíthetett volna. A nyomok a váratlanul eltűnt sebészhez vezetnek, akinek a lakása közelében található szemetesben egy újabb, összedarabolt hullát találnak. |                              |                   |                                                                                           |                      |       |
|      | |                              |                   |                                                                                           |                      |       |
| 4x13 | „Átverés” | „Suckers”                    | Danny Cannon      | Josh Berman & Danny Cannon                                                                | 2004. február 5.     | 82    |
| 4x13 | Grissom, Sarah és Nick egy kaszinóban nyomoznak, ahol áramütés miatt történik baleset. Kiderül viszont, hogy az elektromos baleset csak egy ügyes csel volt: a kaszinóban ugyanis értékes japán antikvitások találhatók, és minden csak azért történt, hogy elterelje a figyelmet a központi kiállított darab elrablásáról. Közben Catherine és Warrick egy vámpíros gyilkosság ügyében nyomoznak. |                              |                   |                                                                                           |                      |       |
|      | |                              |                   |                                                                                           |                      |       |
| 4x14 | „Papír vagy műanyag?” | „Paper or Plastic”           | Kenneth Fink      | Naren Shankar                                                                             | 2004. február 12.    | 83    |
| 4x14 | Fegyveresek támadnak meg egy áruházat az éjszaka közepén. A két símaszkos férfival a helyszínre kiérkező rendőr végzett. A rablásban két vásárló és egy rendőr is meghal, az áruházat szinte szitává lőtték. Sima ügynek látszik, ám a rablókkal végző rendőr tanúvallomása, miszerint három támadó volt, rácáfol az igazságra. A helyszínen rögzített nyomok és a videokamera szerint a rendőr több hibát is vétett, nyoma sincs az állítólagos harmadik támadónak, ráadásul az egyik ártatlan áldozattal a rendőr golyója végzett. - Vendégszereplő: T. J. Thyne                                                                |                              |                   |                                                                                           |                      |       |
|      | |                              |                   |                                                                                           |                      |       |
| 4x15 | „Korai riasztás” | „Early Rollout”              | Duane Clark       | Elizabeth Devine és Carol Mendelsohn & Anthony E. Zuiker                                  | 2004. február 19.    | 84    |
| 4x15 | Ritkán fordul elő, de ezúttal az egész csapat egyetlen ügyön dolgozik. A hidegvérű kettős gyilkosság során szabályosan kivégeztek egy férfit és pornósztár feleségét, méghozzá nyilvános helyen, világos nappal. Catherine számára személyessé válik az ügy, amikor Grissom az értékeléséről tesz említést, és be kell vallania, hogy beváltott egy olyan csekket, amit Sam Braun állított ki a nevére. Sam Braum gyanúsítottja volt egy gyilkossági ügynek, ami kompromittálja a labort. Közben Brass egyre gyanúsabbnak találja Sarah egészségi állapotát, úgy véli, kolléganője titkol valamit. - Vendégszereplő: Nicholas Lea |                              |                   |                                                                                           |                      |       |
|      | |                              |                   |                                                                                           |                      |       |
| 4x16 | „Leszokás” | „Getting Off”                | Kenneth Fink      | Jerry Stahl                                                                               | 2004. február 26.    | 85    |
| 4x16 | Megölnek egy pantomimes bohócot, művész nevén Tökfejet. Az áldozatnak komoly ellensége volt a szakmában, szinte vérre menő harcot vívtak egymással egy-egy gyerekzsúrért. Egy metróalagútban találnak rá a jómódú Ed Burnell holttestére, aki önkéntesként segítette a drogos fiatalok rehabilitációját, méghozzá nagyon szép sikerrel. Ténykedése azonban több veszélyes ember érdekeit is sértette. - Vendégszereplő: Nicholas Lea |                              |                   |                                                                                           |                      |       |
|      | |                              |                   |                                                                                           |                      |       |
| 4x17 | „XX” | „XX”                         | Deran Sarafian    | Ethlie Ann Vare                                                                           | 2004. március 11.    | 86    |
| 4x17 | Antoinette Stella, a gyönyörű elítélt, akinek már csak két hónapja volt a szabadulásig, egy busz aljához kötözve halt meg. A lányról kiderül, hogy a börtönben teherbe esett, ami lehetetlen, kivéve, ha csak nem valamelyik fegyőrrel folytatott szexuális viszonyt. Ugyanakkor holtan találják Adanto Adamst a bátyja lakásában. A gyilkossággal gyámját, Frank Samuelt vádolják, az indíték pedig tízezer dollár. |                              |                   |                                                                                           |                      |       |
|      | |                              |                   |                                                                                           |                      |       |
| 4x18 | „Velejéig rossz” | „Bad to the Bone”            | David Grossman    | Eli Talbert                                                                               | 2004. április 1.     | 87    |
| 4x18 | Brutális kegyetlenséggel ölik meg Tony Sciarát az egyik kaszinó parkolójában. A videofelvételekből kiderül, hogy a játékteremben egy másik játékos, Walter Darian ellopta a zsetonjait és láthatóan meg is fenyegette. Az eset furcsasága, hogy az áldozat jelentős testi fölényben volt a támadójával szemben, mégis úgy tűnik, mintha legalább három ember intézte volna el. Váratlan fordulatot vesz az ügy, amikor a kihallgatás során Darian megtámadja Grissomot. - Vendégszereplő: Xander Berkeley |                              |                   |                                                                                           |                      |       |
|      | |                              |                   |                                                                                           |                      |       |
| 4x19 | „Csúnya szavak” | „Bad Words”                  | Rob Bailey        | Sarah Goldfinger                                                                          | 2004. április 15.    | 88    |
| 4x19 | Gyújtogatáshoz hívják a helyszínelőket, miután a tűzben meghal egy fiatal lány. A nyomok alapján úgy tűnik, véletlenül alakult ki tűz a házban. Catherine azonban a lakás kiüresítésekor jön rá arra, hogy rossz helyen keresték a tűzfészket, és nem az áldozat, hanem valamelyik családtag felelős a tragédiáért. Grissom megdöbben Adam Burrows halálán. A betűjáték legendás versenyzőjére a mosdóban találnak rá, a torkában egy betűvel. |                              |                   |                                                                                           |                      |       |
|      | |                              |                   |                                                                                           |                      |       |
| 4x20 | „Halott hasonmás” | „Dead Ringer”                | Kenneth Fink      | Elizabeth Devine                                                                          | 2004. április 29.    | 89    |
| 4x20 | Grissom és Catherine éjjeli futás közben találnak egy hullát. Az áldozat Tim Coleman, egy fiatal kolléga, akivel a verseny ideje alatt végeztek. A gyanúsítottak köre nagy, hisz a versenyen induló rendőrök közül bárki lehetett. Nem sokkal később újabb két rendőr holttestét találják meg egy szállodában. Úgy tűnik, az ügy hátterében féltékenység áll. |                              |                   |                                                                                           |                      |       |
|      | |                              |                   |                                                                                           |                      |       |
| 4x21 | „Fordul a csavar” | „Turn of the Screws”         | Deran Sarafian    | Richard Catalani & Carol Mendelsohn és Josh Berman                                        | 2004. május 6.       | 90    |
| 4x21 | Megölik Tessát, a 13 éves diáklányt, akire egy elhagyatott helyen találnak rá. Közben, ezzel egy időben hat ember hal meg a vidámparkban, amikor a hullámvasútról lerepül két szerelvény. Látszólag baleset történt, ám hamarosan kiderül, hogy az egyik áldozat 16 órával korábban halt meg a többiekhez képest. |                              |                   |                                                                                           |                      |       |
|      | |                              |                   |                                                                                           |                      |       |
| 4x22 | „Nincs több fogadás” | „No More Bets”               | Richard J. Lewis  | Dustin Lee Abraham & Andrew Lipsitz és Judith McCreary & Carol Mendelsohn & Naren Shankar | 2004. május 13.      | 91    |
| 4x22 | Megölnek egy fiatal fiút, miután kifosztotta Catherine apjának a kaszinóit. A gyanúsított természetesen Sam Braun, akinek kegyetlen módszerei közismertek a városban. Grissom kizárja Catherine-t a nyomozásból, aki meg van győződve róla, hogy apja a gyilkos. Ám amikor a fiú barátját is holtan találják, kiderül, hogy bosszúhadjárat áll a háttérben. - Vendégszereplő: Nicholas Lea |                              |                   |                                                                                           |                      |       |
|      | |                              |                   |                                                                                           |                      |       |
| 4x23 | „Vérvonal” | „Bloodlines”                 | Kenneth Fink      | Sarah Goldfinger & Eli Talbert és Carol Mendelsohn & Naren Shankar                        | 2004. május 20.      | 92    |
| 4x23 | Egy megerőszakolt áldozat azonosítja a támadóját, miután a személyleírás alapján megtalálják. A DNS-vizsgálat eredménye azonban nem igazolja a lány állítását, a teszt alapján a férfi ártatlan. Ez felveti, hogy az erőszakot feltételezhetően a gyanúsított egyik rokona követte el. Az újabb tesztek megdöbbentő eredményt hoznak mindenki számára. |                              |                   |                                                                                           |                      |       |
|      | |                              |                   |                                                                                           |                      |       |